# Falsistrellus petersi
Falsistrellus petersi es una especie de murciélago de la familia Vespertilionidae.

## Distribución geográfica
Se encuentra en Indonesia Malasia y Filipinas.